# 宋乃德
宋乃德（1905年—1967年2月23日），原名守先，字念僧，男，山西沁源城关镇西村人，中华人民共和国政治人物。

## 生平
1924年，毕业于山西省第一中学，之后参加地下运动。1937年，担任山西省第五专区巡视员兼潞城县抗日县长。1939年，任晋城县县长。1940年5月，任八路军第五纵队供给部部长，参加黄桥战役。1941年，兼任江苏阜宁县县长、盐阜区联立中学校长，继任盐阜行政专员公署主任，苏北区党委财委副书记等职。
1945年11月，随新四军3师赴东北后，历任辽西省通辽地区专员兼通辽县县长，吉江行署副主任，嫩江省财委书记兼财政厅长。1948年至1949年，任黑龙江省财政厅长、东北人民政府税务总局局长、中共冀察热辽分局财委副主任。
1949年2月，任天津市军管会财经接管部部长。1949年10月，任湖南省财委副主任兼财政厅厅长，创办湘潭纺织印染厂、邵阳造纸厂。1952年9月任中南军政委员会财委副主任兼财政部长。1953年1月调任国家计委地方工业计划局局长。1954年9月21日至1956年5月12日任中华人民共和国地方工业部副部长。1956年5月13日至1958年，任中华人民共和国轻工业部第一副部长、党组书记。1959年庐山会议后，受黄克诚牵连下放。文革中被批斗致死。1979年12月25日，平反。